# Laguna Chujá
A  Laguna Chujá  é um lago localizado na Guatemala. Localiza-se no departamento de Alta Verapaz, Município de Cobán.